# Pericardio sieroso
Il pericardio sieroso  è uno dei due strati del pericardio che riveste il cuore, più precisamente è quello che si trova più profondamente e, con il suo foglietto viscerale, a diretto contatto con la superficie del cuore, andandone a formare lo strato più esterno (epicardio). È formato infatti da due foglietti di mesotelio: uno viscerale e uno parietale che insieme delimitano la cavità pericardica; quello viscerale è adeso alla muscolatura cardiaca mentre quello parietale, il più esterno, al pericardio fibroso.
Questa organizzazione permette al cuore di non soffrire di un particolare attrito e limitarne la possibilità di infiammazione.

## Anatomia
Il pericardio sieroso è costituito da due foglietti, uno esterno che riveste la superficie interna del pericardio fibroso ed uno interno, detto anche epicardio, che aderisce strettamente alla superficie del cuore fondendosi con il tessuto interstiziale del miocardio. È tra questi due foglietti che si colloca la cavità pericardica.
Essendo una sierosa, è costituito da un singolo strato di cellule appiattite sostenute internamente da un tessuto connettivo sottosieroso, costituito in parte da tessuto adiposo in cui decorrono le arterie e le vene coronarie. La quantità di tessuto adiposo nello strato sottosieroso dipende dal grado di obesità del soggetto, ma nel normopeso esso si concentra lungo i solchi interventricolare e atrioventricolare, oltre che sul margine inferiore del cuore. Segue quindi con buona approssimazione il decorso dei principali vasi coronarici. Il foglietto viscerale si riflette in quello parietale sul pericardio fibroso, in corrispondenza delle origini dei grossi vasi, dove la cavità pericardica è obliterata e quindi la libertà di movimento molto minore.
La riflessione determina due guaine, una riveste l'aorta e il tronco polmonare, l'altra le vene cave e le quattro vene polmonari in due strutture di forma tubulare e numerosi recessi. Il seno obliquo del pericardio è un recesso a forma di J posto dietro l'atrio sinistro, tra le vene polmonari di destra e di sinistra (che gli sono laterali) e la superficie anteriore dell'esofago (posteriore), è raggiungibile inferiormente e permette di accedere allo spazio compreso tra le due coppie di vene polmonari. Il seno trasverso è un recesso posto tra le guaine che ricoprono la vena cava superiore e quella comune dell'aorta e del tronco polmonare, il suo "tetto" sono le due arterie polmonari e la superficie inferiore dell'aorta ascendente, inferiormente vi sono le superfici superiori degli atri destro e sinistro che costituiscono il suo "pavimento", anteriormente vi sono l'aorta ascendente e il tronco polmonare e posteriormente la vena cava superiore. Entrambi questi recessi sono di grande importanza chirurgica. Vi sono poi numerosi recessi minori. Il recesso postcavale è collocato posteriormente alla vena cava superiore, superiormente alla vena polmonare superiore destra e inferiormente dall'arteria polmonare destra.
I due recessi delle vene polmonari (destro e sinistro) sono collocati tra le rispettive vene polmonari, posteriormente all'atrio sinistro, si dirigono superiormente e medialmente. Il recesso aortico superiore è una propaggine del seno trasverso che risale superiormente e posteriormente all'aorta ascendente, mentre il recesso aortico inferiore, anch'esso diverticolo del seno trasverso, è posto inferiormente all'aorta ascendente e lateralmente all'atrio destro. Il recesso polmonare sinistro decorre inferiormente alla faccia inferiore dell'arteria polmonare sinistra e quella superiore della vena polmonare sinistra, mentre il destro è posto inferiormente alla faccia inferiore dell'arteria polmonare di destra e la superficie superiore dell'atrio sinistro.
Il pericardio è vascolarizzato da rami pericardici dell'arteria toracica interna, da piccoli rami dell'aorta discendente e dalle arterie muscolofreniche. Le vene pericardiche decorrono insieme alle arterie e drenano nelle vene del sistema azygos. È innervato da rami del nervo vago, da rami derivanti dal tronco del simpatico e dal nervo frenico.

## Seni cardiaci
Il foglietto viscerale si riflette in quello parietale in corrispondenza dei grossi vasi sia posteriormente che anteriormente, formando dei ripiegamenti. Questo fa sì che si vengano a creare due seni o tasche cardiache, utili alla pratica chirurgica:
- seno trasverso del pericardio o di Theile, che è trasversale al margine superiore del cuore e permette al tronco polmonare e l'aorta ascendente di rimanere separate dal margine superiore degli atri.
- seno obliquo del pericardio (o diverticolo di Haller), a forma di "J" rovesciata, si trova teso tra le due vene polmonari di destra e le vene cave e le due vene polmonari di sinistra; permette al chirurgo di arrivare alle suddette strutture venose senza ledere il pericardio.